# Chi Cỏ xạ hương
Chi Cỏ xạ hương hay chi Bách lý hương (danh pháp khoa học: Thymus) là một chi chứa khoảng 350 loài cây thân thảo hay cây bụi nhỏ sống lâu năm, có hương thơm, cao tới 40 cm, thuộc họ Lamiaceae. Các thành viên trong họ này là bản địa của khu vực ôn đới châu Âu, Bắc Phi và châu Á. Thân của chúng nói chung nhỏ và cứng; lá thường xanh ở phần lớn các loài, mọc thành từng cặp đối, hình trứng, mép lá nguyên, nhỏ, dài 4–20 mm, thường có hương thơm. Hoa mọc thành cụm hình đầu, dày dặc ở đầu cành, với đài hoa không cân đối, môi trên 3 thùy, môi dưới sứt; đài hoa hình ống, dài 4–10 mm, màu trắng, hồng hay tía.
Tên gọi khoa học của chi này có nguồn gốc từ tiếng Hy Lạp cổ để chỉ một loại cây thân thảo có hương thơm nhưng không rõ là loài nào.
Hiện tại vẫn tồn tại một số sự lộn xộn trong việc phân loại và đặt tên khoa học của một số loài và Margaret Easter đã đề xuất một danh sách các từ đồng nghĩa cho các loài được gieo trồng cũng như các giống cây trồng.
Một vài thành viên trong chi được trồng làm cây gia vị hay cây cảnh, và nói chung chúng chỉ gọi đơn giản là cỏ xạ hương hay bách lý hương theo tên gọi của loài được biết đến nhiều nhất là Thymus vulgaris.
Các loài trong chi Thymus bị ấu trùng của một số loài côn trùng cánh vẩy trong bộ Lepidoptera (bướm và nhậy) phá hại, như Chionodes distinctella và Coleophora spp. như C. lixella, C. niveicostella, C. serpylletorum và C. struella.

## Một số loài
Chi này có khoảng 350 loài, dưới đây là một số loài quan trọng.
| - Thymus adamovicii - Thymus altaicus - Thymus amurensis - Thymus bracteosus - Thymus broussonetii - Thymus caespititius - Thymus camphoratus - Thymus capitatus - Thymus capitellatus - Thymus camphoratus - Thymus carnosus - Thymus cephalotus - Thymus cherlerioides - Thymus ciliatus - Thymus cilicicus - Thymus cimicinus - Thymus comosus - Thymus comptus - Thymus curtus - Thymus decussatus - Thymus disjunctus - Thymus doerfleri - Thymus glabrescens - Thymus herba-barona - Thymus hirsutus - Thymus hyemalis - Thymus inaequalis - Thymus integer | - Thymus leucotrichus - Thymus longicaulis - Thymus longiflorus - Thymus mandschuricus - Thymus marschallianus - Thymus mastichina - Thymus membranaceus - Thymus mongolicus - Thymus montanus - Thymus moroderi - Thymus nervulosus - Thymus nummularis - Thymus odoratissimus - Thymus pallasianus - Thymus pannonicus - Thymus praecox - Thymus proximus - Thymus pseudolanuginosussyn. T. serpyllum woolly thyme - Thymus pulegioides lemon thyme - Thymus pulegioides - Thymus quinquecostatus - Thymus richardii - Thymus serpyllum - Thymus striatus - Thymus thracicus - Thymus villosus - Thymus vulgaris - Thymus zygis |

## Thành phần hóa học trong lá làm nguyên liệu
Cỏ xạ hương chứa tới 0,1-0,6 % tinh dầu với thành phần cơ bản là thymol — tới 30 % và carvacrol. Người ta cũng phát hiện một số hợp chất có tính chất thuộc da, chất có vị đắng, các khoáng chất, gôm, các sắc tố hữu cơ, các axít hữu cơ như axít ursolic và axít oleic. Các terpen không đáng kể.

## Thực phẩm

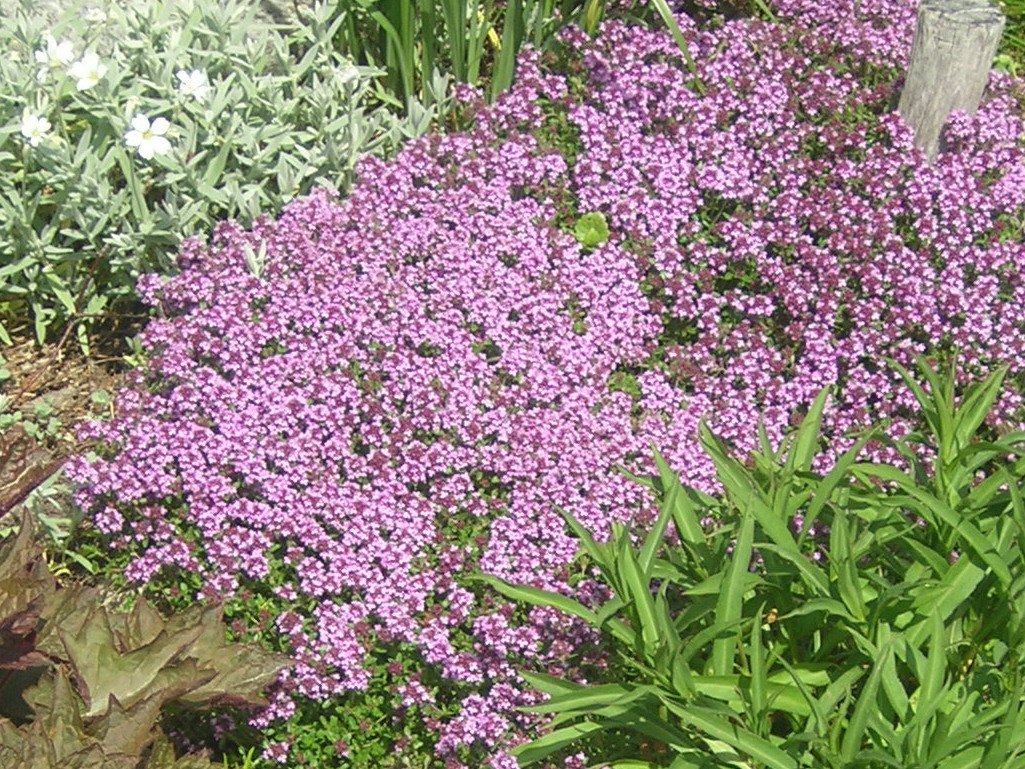
Thymus serpyllum nở hoa

Lá cỏ xạ hương được duùng làm gia vị trong ẩm thực, trong công nghiệp sản xuất rượu mùi và đồ hộp. Nó cũng là một thành phần của một công thức chế gia vị, gọi là Herbes de Provence, được nghĩ ra trong thập niên 1970.
Tinh dầu cỏ xạ hương được dùng làm chất tạo mùi cho một số loại hóa mĩ phẩm, như trong xà phòng, sáp, kem, thuốc đánh răng, cũng như trong công nghiệp dược phẩm. Nó cũng là một loại thực vật cung cấp mật và phấn hoa cho ong khá tốt. Khi được trồng làm cây cảnh nó hay được trồng trong các vườn hoa do nó có thời kỳ ra và nở hoa khá dài, mùi thơm dịu.

## Trong y học
Từ thời tiền sử, một số dân tộc đã cho rằng cỏ xạ hương là loại cỏ diệu kì, không chỉ có khả năng làm người ta khỏe mạnh mà còn có khả năng cải tử hoàn sinh. Thimol, ban đầu được chiết ra từ cỏ xạ hương, cũng như nhiều chế phẩm khác từ các loài thực vật giàu chất này, được sử dụng như là thuốc tẩy giun, chất khử trùng và thuốc gây tê. Thuốc từ nước sắc và thuốc bột tán nhỏ được sử dụng trong y học cổ truyền dưới dạng gạc để băng bó
 trong điều trị viêm rễ thần kinh hay viêm dây thần kinh tọa.
Trong dạng thuốc sắc và cao với mật ong nó "thanh lọc ngực và phổi", có khả năng làm giảm đờm và long đờm, làm dịu bệnh, dùng trong điều trị ho, viêm phế quản, viêm tiểu phế quản và viêm phổi, hay dùng trên đối tượng trẻ em. Dịch chiết lỏng hay nước luộc từ lá cỏ xạ hương được dùng như là thuốc long đờm.
Thành phần Thymol và Carvacrol của cỏ xạ hương đang được nghiên cứu là có tính kháng viêm tốt, do ức chế các đáp ứng viêm theo các cơ chế khác nhau. Các nghiên cứu này được báo cáo trên các hội thảo, hội nghị quốc tế. Trẻ em ở các nước Địa Trung Hải vẫn được sử dụng các sản phẩm của cỏ xạ hương khi mắc các bệnh viêm nhiễm đường hô hấp.
Thymol, với tính chất khử trùng tốt, là thành phần chính trong nước rửa miệng Listerine. Cỏ xạ hương có tính kháng khuẩn, kháng virus khá tốt, có khả năng diệt và ức chế một số loại vi khuẩn gây viêm đường hô hấp ví dụ như Klebsiella pneumoniae dễ gây viêm phổi trên đối tượng trẻ nhỏ. Tinh dầu cỏ xạ hương cũng được dùng trong các liệu pháp điều trị bệnh phổi.
Cỏ xạ hương cũng tỏ ra hiệu quả khi dùng chống nấm móng tay. Nó cũng có khả năng kích thích tiêu hóa. Khi dùng dễ ngâm trong nước tắm, nó có lợi cho điều trị các chứng bệnh thần kinh, tê thấp, viêm rễ thần kinh, các dạng phát ban ngoài da, các chứng bệnh liên quan tới khớp xương và cơ. Khi dùng làm thuốc bôi ngoài da, người ta sử dụng hỗn hợp có chứa tinh dầu cỏ xạ hương.Để dùng vào mục đích điều trị bệnh, người ta dùng các cành non có lá, được thu hoạch khi nở hoa rộ, loại bỏ các loại cỏ khác lẫn vào, đem phơi khô trong bóng râm với lớp dày 5–7 cm trên giấy hay vải, thường xuyên đảo cho khô đều. Sau đó đem đập vụn và rây để loại bỏ các cành to đã hóa gỗ. Bảo quản tại nơi khô và thoáng khí không quá 2 năm.